# (1814) Bach
(1814) Bach est un astéroïde de la ceinture principale.

## Description
(1814) Bach est un astéroïde de la ceinture principale découvert le 9 octobre 1931 par l'astronome allemand Karl Wilhelm Reinmuth. Le lieu de découverte est Heidelberg (024). Sa désignation provisoire était 1931 TW1.
Sa distance minimale d'intersection de l'orbite terrestre est de 0,955943 ua.

## Nom
Cet astéroïde est nommé en hommage au compositeur allemand Johann Sebastian Bach (1685-1750).